# Titus Veturius Calvinus
Pour les articles homonymes, voir Calvinus.
Titus Veturius Calvinus est un homme politique de la République romaine, consul en 334 et 321 av. J.-C.

## Famille
Il est membre des Veturii Calvini, seul membre de cette branche plébéienne de la gens Veturia à atteindre une haute magistrature.

## Biographie

### Premier consulat (334)
Titus Veturius Calvinus est consul pour la première fois en 334 av. J.-C. avec Spurius Postumius Albinus pour collègue. Ils proposent la déduction d'une colonie romaine à Calès, ville de Campanie prise l'année précédente aux Sidicins, et octroient les droits de civitas sine suffragio à certains habitants Campaniens et Samnites,. Des triumviri coloniae deducendae sont nommés pour gérer l'installation d'environ 2 500 colons à Calès.
Les consuls semblent avoir nommé un dictateur, Publius Cornelius Rufinus, mais ce dernier doit abdiquer car la procédure est jugée irrégulière. Toutefois, aucun consul n'est donné pour l'année suivante, première des quatre « années de dictature » de la fin du IVe siècle av. J.-C.

### Deuxième consulat (321)
En 321 av. J.-C., il est consul pour la deuxième fois, de nouveau avec Spurius Postumius Albinus comme collègue,. Il est en partie responsable, ainsi que son collègue, de la défaite subie par les Romains face aux Samnites lors de la bataille des Fourches Caudines. Pris au piège, les consuls sont contraints de négocier un traité et une reddition de l'armée romaine,. Relâchés par les Samnites, ils retournent à Rome où leur traité est considéré comme nul et sont jugés par le Sénat. Ils doivent abdiquer et deux dictateurs, Quintus Fabius Ambustus et Marcus Aemilius Papus, sont nommés successivement pour assurer les élections de nouveaux consuls qui entrent en fonction dès la fin de l'automne ou au début de l'hiver.